# Флавий Ареобинд Дагалайф Ареобинд
Флавий Ареобинд Дагалайф Ареобинд (лат. Flavius Areobindus Dagalaiphus Areobindus) — восточноримский политик и консул 506 года.

## Биография
Ареобинд родился в очень знатной готско-римской фамилии. Его дедом был Ареобинд, а отцом Флавий Дагалайф: оба консулы. Его матерью была Годистея, дочь консула 447 года Ардавура и внучка Аспара, могущественного придворного середины V века. Вскоре после 478 года Ареобинд женился на Аниции Юлиане, дочери императора Западной Римской империи Олибрия и его жены Плацидии. У них родился сын, Флавий Олибрий Юниор, который был консулом в 491 году. По матери Аниций Юниор был правнуком Аспара.
С началом войны Анастасия I против Персии Ареобинд был направлен на восток в качестве военного магистра вместе с магистрами Гипатием и Патрицием. В мае 503 года во главе двенадцати тысяч солдат он был отослан к Даре следить за армией Кавада I, а Патриций и Ипатий с основной частью армии осаждали Амиду. В конце концов Ареобинд был вынужден уйти, когда персы получили подкрепление от арабских союзников, и отступил в Эдессу. Там он был осаждён персидской армией в сентябре, но наступление зимы и подход римских подкреплений заставили персидского правителя отступить. Летом 504 года Ареобинд начал поход в Арзанене. Несмотря на серьёзное сопротивление, византийцы опустошили большие территории и вернулся к Амиде. Римская позиция стабилизировалась, война была перенесена на персидскую территорию, и Кавад согласился на перемирие и прекращение военных действий в зимнее время.
В 505 году Ареобинда отозвали в Константинополь, где он был назначен консулом на следующий год с Флавием Эннодием Мессалой. После этого Ареобинд жил как частный человек в столице Византийской империи.
В 512 году в Константинополе вспыхнул бунт, во время которого народ хотел провозгласить Ареобинда императором. Однако тот отказался и бежал. После этого о нём ничего неизвестно. Вероятно, он умер в том же году.